# Camponotus perthiana
Camponotus perthiana é uma espécie de inseto do gênero Camponotus, pertencente à família Formicidae.